# Petrophile
Petrophile är ett släkte av tvåhjärtbladiga växter. Petrophile ingår i familjen Proteaceae.

## Dottertaxa tillPetrophile, i alfabetisk ordning[1]
- Petrophile acicularis
- Petrophile aculeata
- Petrophile anceps
- Petrophile antecedens
- Petrophile arcuata
- Petrophile aspera
- Petrophile biloba
- Petrophile biternata
- Petrophile brevifolia
- Petrophile canescens
- Petrophile carduacea
- Petrophile chrysantha
- Petrophile circinnata
- Petrophile clavata
- Petrophile conifera
- Petrophile crispata
- Petrophile cyathiforma
- Petrophile divaricata
- Petrophile diversifolia
- Petrophile drummondii
- Petrophile ericifolia
- Petrophile fastigiata
- Petrophile filifolia
- Petrophile foremanii
- Petrophile glauca
- Petrophile globifera
- Petrophile helicophylla
- Petrophile heterophylla
- Petrophile imbricata
- Petrophile incurvata
- Petrophile latericola
- Petrophile linearis
- Petrophile longifolia
- Petrophile macrostachya
- Petrophile media
- Petrophile megalostegia
- Petrophile merrallii
- Petrophile misturata
- Petrophile multisecta
- Petrophile nivea
- Petrophile pauciflora
- Petrophile pedunculata
- Petrophile phylicoides
- Petrophile pilostyla
- Petrophile plumosa
- Petrophile prostrata
- Petrophile pulchella
- Petrophile recurva
- Petrophile rigida
- Petrophile scabriuscula
- Petrophile semifurcata
- Petrophile seminuda
- Petrophile septemfida
- Petrophile serruriae
- Petrophile sessilis
- Petrophile shirleyae
- Petrophile shuttleworthiana
- Petrophile squamata
- Petrophile striata
- Petrophile stricta
- Petrophile teretifolia
- Petrophile trifida
- Petrophile trifurcata
- Petrophile vana
- Petrophile wonganensis